# Nadia Battocletti
Nadia Battocletti (n. 12 aprilie 2000, Cles, Trentino-Tirolul de Sud, Italia) este o atletă italiană, medaliată olimpică. A participat la două ediții ale Jocurilor Olimpice (2020, 2024) în care a câștigat o medalie de argint în proba de 10.000 de metri.

## Palmares
| An   | Competiție                               | Locație                | Loc | Eveniment | Note     |
| ---- | ---------------------------------------- | ---------------------- | --- | --------- | -------- |
| 2016 | Campionatul European de Juniori (sub 18) | Tbilisi, Georgia       | 6   | 3000 m    | 9:49,53  |
| 2017 | Campionatul Mondial de Cros de Juniori   | Kampala, Uganda        | 34  | 6 km      | 21:27    |
| 2017 | Campionatul European de Juniori          | Grosseto, Italia       | 3   | 3000 m    | 9:24,01  |
| 2017 | Campionatul European de Cros de Juniori  | Šamorín, Slovacia      | 5   | 4,18 km   | 14:07    |
| 2017 | Campionatul European de Cros de Juniori  | Šamorín, Slovacia      | 2   | echipe    | 14:07    |
| 2018 | Campionatul Mondial de Juniori           | Tampere, Finlanda      | 8   | 3000 m    | 9:13,45  |
| 2018 | Campionatul European de Cros de Juniori  | Tilburg, Țările de Jos | 1   | 4,3 km    | 13:46    |
| 2018 | Campionatul European de Cros de Juniori  | Tilburg, Țările de Jos | 5   | echipe    | 13:46    |
| 2019 | Campionatul Mondial de Cros de Juniori   | Aarhus, Danemarca      | 23  | 6 km      | 22:24    |
| 2019 | Campionatul European de Juniori          | Borås, Suedia          | 2   | 5000 m    | 16:09,39 |
| 2019 | Campionatul European de Cros de Juniori  | Lisabona, Portugalia   | 1   | 4,3 km    | 13:58    |
| 2019 | Campionatul European de Cros de Juniori  | Lisabona, Portugalia   | 2   | echipe    | 13:58    |
| 2021 | Campionatul European pe Echipe           | Chorzów, Polonia       | 1   | 5000 m    | 15:46,95 |
| 2021 | Campionatul European de Tineret          | Tallinn, Estonia       | 1   | 5000 m    | 15:37,4  |
| 2021 | Jocurile Olimpice                        | Tokio, Japonia         | 7   | 5000 m    | 14:46:29 |
| 2021 | Campionatul European de Cros de Juniori  | Dublin, Irlanda        | 1   | 6 km      | 20:32    |
| 2021 | Campionatul European de Cros de Juniori  | Dublin, Irlanda        | 1   | echipe    | 20:32    |
| 2022 | Campionatul European                     | München, Germania      | 7   | 5000 m    | 15:10,90 |
| 2022 | Campionatul European de Cros de Tineret  | Torino, Italia         | 1   | 5,722 km  | 19:55    |
| 2022 | Campionatul European de Cros de Tineret  | Torino, Italia         | 2   | echipe    | 19:55    |
| 2023 | Campionatul European în sală             | Istanbul, Turcia       | 4   | 3000 m    | 8:44,96  |
| 2023 | Campionatul European pe Echipe           | Chorzów, Polonia       | 1   | 5000 m    | 15:25,09 |
| 2023 | Campionatul Mondial                      | Budapesta, Ungaria     | 16  | 5000 m    | 15:27,86 |
| 2023 | Campionatul European de Cros             | Bruxelles, Belgia      | 2   | 8 km      | 34:25    |
| 2023 | Campionatul European de Cros             | Bruxelles, Belgia      | 5   | echipe    | 34:25    |
| 2024 | Campionatul European                     | Roma, Italia           | 1   | 5000 m    | 14:35,29 |
| 2024 | Campionatul European                     | Roma, Italia           | 1   | 10 000 m  | 30:51,32 |
| 2024 | Jocurile Olimpice                        | Paris, Franța          | 4   | 5000 m    | 14:31,64 |
| 2024 | Jocurile Olimpice                        | Paris, Franța          | 2   | 10 000 m  | 30:43,35 |
| 2024 | Campionatul European de Cros             | Antalya, Turcia        | 1   | 7,5 km    | 25:43    |
| 2024 | Campionatul European de Cros             | Antalya, Turcia        | 1   | echipe    | 25:43    |